# Friedrich von Hayek
Friedrich August von Hayek [ha'jεk], född 8 maj 1899 i Wien, död 23 mars 1992 i Freiburg im Breisgau, var en österrikisk-brittisk, jurist, nationalekonom och politisk filosof. 
Hayek benämnde sig själv som klassiskt liberal och skrev fler uppmärksammade texter som kritiserade totalitarism, socialism och kollektivism. Han erhöll Sveriges Riksbanks pris i ekonomisk vetenskap till Alfred Nobels minne år 1974 tillsammans med Gunnar Myrdal med följande motivering av Nobelkommittén: "för deras pionjärarbete inom penning- och konjunkturteori samt för studier av sambandet mellan ekonomiska, sociala och institutionella fenomen". Hayek kritiserade John Maynard Keynes förespråkande av statligt inflytande över samhällsekonomin och var en central gestalt inom den österrikiska skolan.
Åren 1927-31 var Hayek chef för konjunkturinstitutet i Wien, 1931-50 professor i nationalekonomi vid London School of Economics och 1950-62 vid University of Chicago, senare vid Freiburgs universitet och Salzburgs universitet.

## Biografi
Hayek föddes i Wien i en aristokratisk familj med flera framstående intellektuella personer inom ämnen som statistik och biologi. Hans morfar var den välkände Franz von Juraschek. Hans far publicerade ett omfattande botaniskt arbete när han arbetade som läkare i regeringens sociala välfärdssystem. På moderns sida var han syssling till filosofen Ludwig Wittgenstein. När första världskriget utbröt 1914 ljög Hayek om sin ålder och lät inskriva sig i den österrikisk-ungerska armén. Han var bland annat flygspanare och fick en hörselskada på vänstra örat under kriget. För sin insats fick han en medalj. Efter kriget inriktade Hayek sig på en akademisk karriär. Han avlade två doktorsexamina, i juridik 1921 och statsvetenskap 1923, vid Wiens universitet. Han studerade även psykologi och nationalekonomi. Från att ha varit sympatiskt inställd till socialism förändrades hans politiska synsätt. I artikeln The Use of Knowledge in Society från 1945 argumenterade Hayek för prismekanismens förmåga att synkronisera lokal kunskap och på så sätt låta samhällets individer uppnå olika och komplicerade mål genom spontan ordning. Han påverkades av Ludwig von Mises privata seminarier, där även Fritz Machlup deltog. Hayek studerade under professor Friedrich von Wieser vars idé om demokratisk socialism han sedermera kom att kritisera.